# Пхаяу
Пхаяу (тайск. พะเยา) — город на севере Таиланда, административный центр одноимённой провинции.

## Географическое положение
Город находится в западной части провинции, на водоразделе рек Меконг и Чаупхрая, на восточном берегу одноимённого озера, на расстоянии приблизительно 590 километров к северо-северо-западу (NNW) от столицы страны Бангкока. Абсолютная высота — 379 метров над уровнем моря.

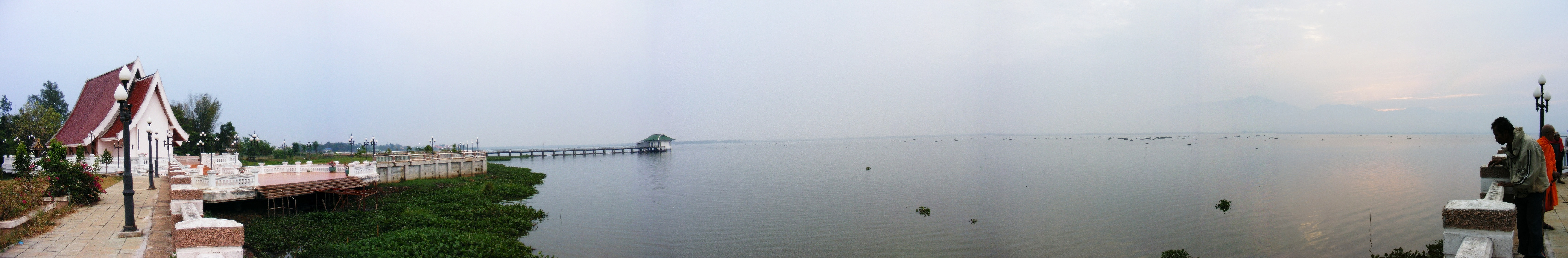
Вид на озеро Пхаяу

## Население
По данным переписи 2000 года численность населения города составляла 20 600 человек.

## Транспорт
Через город проходит автодорога, соединяющая города Лампанг и Чианграй.

## Достопримечательности

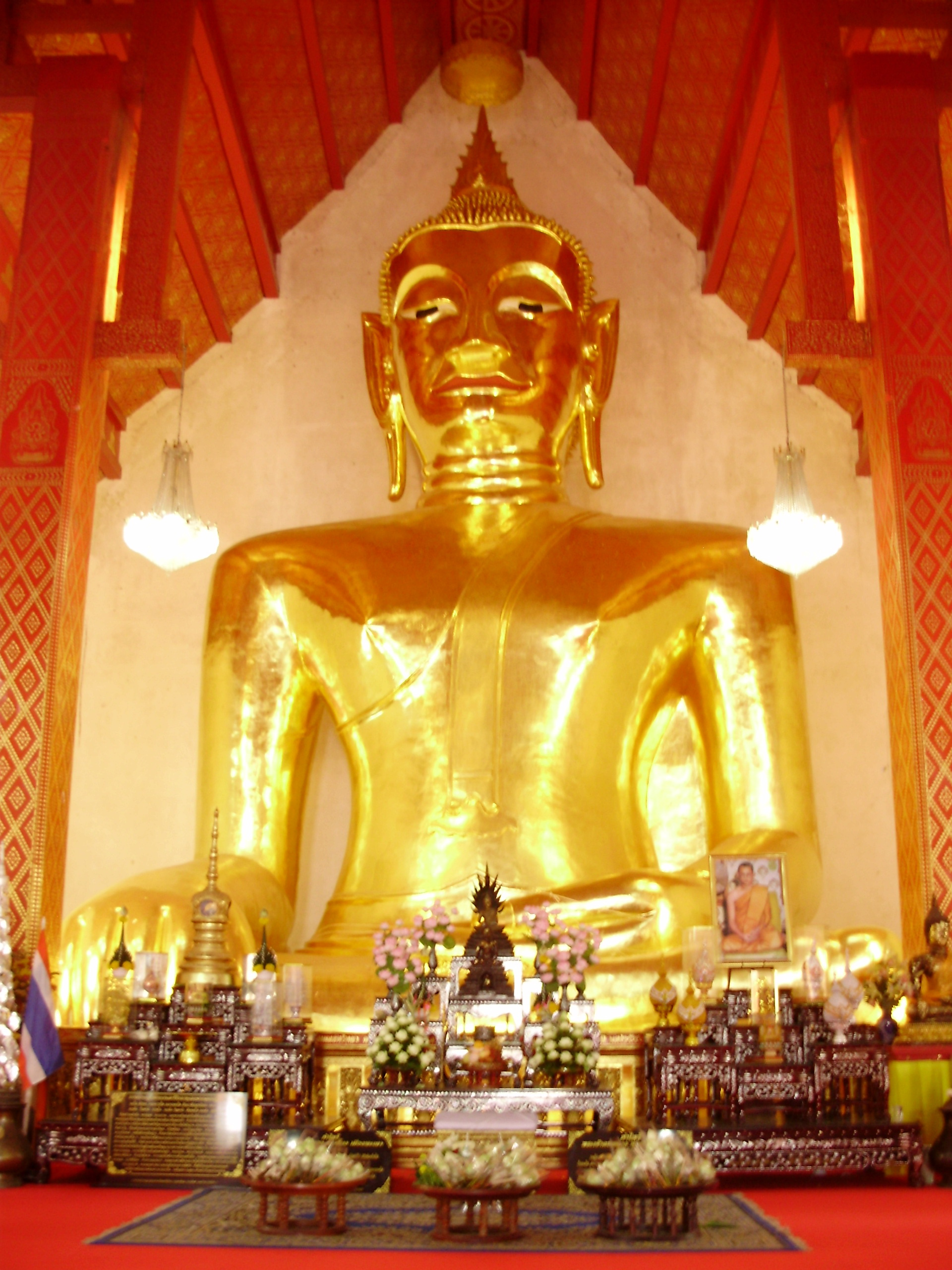
Ват Сикхомкхам

- Буддистский храм Ват Сикхомкхам[4].